# Józefitki (Zgromadzenie Sióstr Świętego Józefa)
Zgromadzenie Sióstr Świętego Józefa CSSJ – żeńskie zgromadzenie zakonne, które zgodnie ze swoim charyzmatem jest założone w celu pomocy ubogim. Obecnie zgromadzenie liczy 500 sióstr w dwóch prowincjach w Polsce (od 1992 roku prowincje Tarnowska i Wrocławska) i trzy delegatury zagraniczne (Ukraina, Afryka i Brazylia).

## Historia
Początki zgromadzenia są datowane na koniec XIX wieku. Pełniący posługę we Lwowie ks. Zygmunt Gorazdowski sprowadził w 1882 kilka tercjarek franciszkańskich, zwanych „siostrzyczkami ubogich”, w celu prowadzenia założonych przez siebie dobroczynnych dzieł chrześcijańskiego miłosierdzia. Tercjarki dały początek Rodzinie Zakonnej Sióstr św. Józefa. Współzałożycielką była Matka Salomea Danek, pierwsza przełożona generalna. Za historyczną datę powstania zgromadzenia przyjmuje się dzień 17 lutego 1884, gdy siostry objęły „Dom Pracy Dobrowolnej dla żebraków” we Lwowie. Przy tym dziele miłosierdzia powstały Dom Macierzysty i Nowicjat. Zgromadzenie w 1889 rozpoczęło posługę w „Domu Przytułku i Pracy” w Przemyślu. W 1892 powstał we Lwowie „Zakład Dzieciątka Jezus” dla porzuconych dzieci i samotnych matek z niemowlętami. W 1899 w Krośnie powstała „Ochronka Zgromadzenia”. W roku 1929 Stolica Apostolska zatwierdziła zgromadzenie na 7 lat, a dnia 11 stycznia 1938 roku Zgromadzenie otrzymało konstytucje, zatwierdzone przez Ojca Św. Piusa XI. Do 1939 powstało 45 placówek, z których po II wojnie światowej pozostało zaledwie 11 placówek sióstr „Józefitek”.
Po zmianach wschodniej granicy Polski; siostry utraciły w 1946 roku dom macierzysty we Lwowie i placówki na Kresach wschodnich. W wyniku przemian sytuacji politycznej w Polsce w latach 60. XX wieku siostry zostały usunięte ze szpitali, przedszkoli oraz niektórych zakładów dla dzieci i osób starszych. Pozostały tylko w niektórych zakładach dla dzieci specjalnej troski i zajęły się posługą w parafiach i katechizacją. W 1973 powstał pierwszy dom zakonny poza Polską we Włoszech. W 1975 powstała placówka misyjna w Afryce (Kongo), a w 1983 w Brazylii. Po zmianach ustrojowych i społecznych w 1989 powstała możliwość legalnej działalności zgromadzenia zgodnej ze swoim charyzmatem. W 1991 powstała pierwsza placówka na Ukrainie.

## Założyciel
Zygmunt Gorazdowski – urodzony 1 listopada 1845, syn Feliksa i Aleksandry z Łazowskich herbu Łada w rodzinie szlacheckiej w Sanoku. W 1846 cudownie ocalał podczas rzezi galicyjskiej (ukryty pod młyńskim kołem). Brał udział w Powstaniu Styczniowym. Studiował prawo na Uniwersytecie Lwowskim, w 1865 wstąpił do Seminarium Duchownego we Lwowie. Święcenia kapłańskie otrzymał 25 lipca 1871. Przez 6 lat był administratorem i wikariuszem w Tartakowie, Wojniłowie, Buczakowie, Gródku Jagiellońskim i Żydaczowie. Od 1877 przez 40 lat był proboszczem w parafii św. Mikołaja we Lwowie. Założył „Dom Pracy Dobrowolnej dla żebraków” we Lwowie i prowadził chrześcijańskie dzieła miłosierdzia dla ubogich. Założył nowe Zgromadzenie Sióstr Świętego Józefa. Opracował i wydał Katechizm Kościoła Katolickiego (w nakładzie 50 tys. egz.). Założył dla kapłanów Stowarzyszenie „Boni Pastoris”. Zmarł 1 stycznia 1920. Beatyfikowany 26 czerwca 2001, przez papieża Jana Pawła II we Lwowie, podczas jego pielgrzymki na Ukrainę. Kanonizowany 23 października 2005 w Rzymie, przez papieża Benedykta XVI.

## Prowincje
- Prowincja Tarnowska (Domy zakonne) – Tarnów (dom prowincjonalny), Elbląg, Florynka, Iwonicz Zdrój, Kozy, Kraków, Krosno, Krynica, Lubaczów, Lublin, Rabka, Radna Góra, Ruda Różaniecka, Tuchów, Uszew, Zakliczyn[4].
- Prowincja Wrocławska (Domy zakonne) – Wrocław (Dom prowincjonalny; 1946), Bolków (1953), Częstochowa (1973), Gliwice 1975), Gniew, Iłowo-Osada (1950), Jeżewo - opuszczony, Kluczbork (1946), Opole (2009), Paczków (1948), Polanica (SOSW; 1947), Polanica (DKF; 2001), Sieraków (1971), Toruń (1955), Warszawa (1957), Wierzbice, Zakopane (1989)[5].
- Delegatura Ukraińska (Domy zakonne) – Lwów (ul. Kopernika; 1995), Lwów (ul. Tatarbunarska; 1999), Lwów (ul. Samczuka; 1995), Brzuchowice (1997), Lubar (1993), Stryj (1994), Starokonstantynów (1995),Szepetówka (1991), Tarnopol, Kijów (ul. Tymoszenki; 2003), Kijów (akademik; 2004), Kijów (ul. Czerchowynna; 2007)[6].
- Domy w Europie – Rzym (1975), Paryż (1983), Evry (2007), Wiesbaden (1988), Regensburg (2006)[7].
- Delegatura Afrykańska – Gabon (Libreville; 2005), Kongo (Ojo – 1975, Brazzaville – 1981, Gamboma – 1983), Kamerun (Omvan – 1996, Yaoundé – 1999, Nyombé – 1997), Demokratyczna Republika Konga (Kinshasa; 2006), Republika Środkowo Afrykańska (Bangui – 2011)[8].
- Delegatura Brazylijska – Kurytyba (1988), Rio de Janeiro (2000), Monção (2005), São Luís (2011), Barra do Corda (2015)[9].